# Sertan Yiğenoğlu
Sertan Yiğenoğlu (* 4. Januar 1995 in Siegburg) ist ein deutsch-türkischer Fußballspieler.

## Karriere
Yiğenoğlu durchlief ab 2009 die Nachwuchsabteilung des 1. FC Köln, wo er sich zum Leistungsträger und Mannschaftskapitän entwickelte. 2014 zeigte der türkische Erstligist Eskişehirspor mit Trainer Michael Skibbe Interesse an einer Verpflichtung des 19-jährigen Verteidigers. Die Kölner bestanden jedoch auf eine hohe Ausbildungsentschädigung, die Eskisehir nicht zahlen wollte, und der Wechsel platzte. Yiğenoğlu schloss sich daraufhin zur Spielzeit 2014/15 dem FC Hennef 05 in der Regionalliga West an.
Seit der Spielzeit 2014/15 spielte er für die zweite Mannschaft des TSV 1860 München in der Regionalliga Bayern. Sein Debüt für die erste Mannschaft in der 2. Bundesliga gab er am 19. Oktober 2015 in der Startelf bei einer 0:1-Heimniederlage gegen den Karlsruher SC.
Nach wenigen Spieltagen in der Saison 2016/17 wechselte Yegenoglu in die 3. Liga zum SV Wehen Wiesbaden. Dort konnte er sich jedoch nicht durchsetzen und sein Vertrag wurde noch vor Saisonende wieder aufgelöst.
Im Sommer 2017 wechselte er in die Süper Lig zu Konyaspor. Von seinem Verein wurde er zweimal an den Stadtrivalen Anadolu Selçukspor in die 3. Liga verliehen. Nach dem Ende seines Vertrages und einer halbjährigen Vereinslosigkeit schloss er sich im Winter 2020 dem Drittligisten Tuzlaspor an. Ohne Einsatz verließ er seinen Verein im Sommer 2020 wieder.